# Batman: Battle for the Cowl
Batman : Battle for the Cowl (La lutte pour la cape en français) est un comics américain publié par DC comics. L'histoire est composée d'une mini-série de trois numéros, écrite et dessinée par Tony Daniel ; ainsi que d'un certain nombre de numéros secondaires. L'histoire principale détaille le chaos dans Gotham City à la suite de Batman R. I. P. et Final Crisis. Ce chaos est dû à l'absence de Batman. Sa disparition est en fait causée par la mort apparente du personnage des mains de Darkseid dans Final Crisis, ce qui provoque des dissensions dans les rangs de ses alliés et ennemis qui se battent pour obtenir le droit de devenir le nouveau Batman,,.

## Historique de la publication
Alors que l'histoire de base est présentée comme indépendante au sein de sa série limitée, DC a publié un ensemble d'histoires dans divers one-shots et en série limitée.
Les séries Nightwing, Robin et Birds of Prey ont été annulées et Batman et Detective Comics sont mises en pause pour trois mois à partir de mars 2009. L'intrigue de La Lutte pour la Cape se concentre sur les conséquences de Final Crisis et R. I. P. et de la bataille de Gotham,,.
D'autres publications sont liées à cette histoire : la mini-série en trois parties de Oracle, la mini-série en trois parties d'Azrael,, et de deux numéros intitulés Gotham Gazette. En outre, DC publie cinq one-shots se concentrant sur des personnages clés impactés par l'histoire. Ils mettent en vedette Man-Bat, le Commissaire Gordon, le Réseau (Network en anglais), la Pègre de Gotham et l'Asile d'Arkham.
Au New York Comic Con de 2009, le personnel créatif de DC Comics a annoncé le lancement de plusieurs nouvelles séries qui coïncident avec les nouveaux Batman et Robin et qui s'adaptent au statu quo modifié de Gotham City.

## Synopsis

### Prélude
Le prélude de l'histoire démarre avec l'histoire de Grant Morrison, Batman and Son, qui commence avec le Joker étant abattu par un homme prétendant être Batman. Batman se rend alors compte que depuis son retour, après un an d'absence, il a éliminé tout le "super-crime" (crime causé par les super-vilains) de la ville. Talia al Ghul vole la formule du sérum Man-Bat à Kirk Langstrom conduisant Batman à l'affronter. Talia révèle que Bruce est le père de son fils, prénommé Damian Wayne. Damian tente alors de remplacer Tim Drake en tant que Robin conduisant Bruce à le renvoyer à Talia. Damian retourne aux côtés de Bruce à la suite de la Résurrection de Ra's al Ghul. Bien que la résurrection de Ra's n'ai pu être arrêtée, Damian apprend à connaitre les autres fils de Bruce Wayne. Dans Batman R. I. P, Bruce confronte le Gant Noir et les attaques de Simon Hurt dans un hélicoptère qui explose. Bruce survit et passe un certain temps à la recherche du corps de Hurt, mais est appelé par Superman pour enquêter sur la mort du New God Orion. Dans Final Crisis, Bruce finit par être capturé par Mamie Bonheur et les sbires de Darkseid qui tentent de cloner Batman. Batman finit par s'échapper, son clone se suicide, et Bruce prend la balle utilisée pour tuer Orion et tire sur Darkseid avec, brisant sa politique sur l'usage des armes à feu. Cependant, Darkseid frappe Bruce avec la Sanction Omega, l'envoyant dans le passé. Superman ramène à Nightwing le corps de Bruce, qui est en fait le corps du seul clone réussi. C'est le Chaos dans Gotham à la suite de la disparition de Batman et Dick refuse de le remplacer.

### Histoire principale
En raison de son implication dans le plan de Simon Hurt pour tuer Batman, Michael Lane se croit responsable de la criminalité et du traumatisme apportés à Gotham City. Il l'avoue à son prêtre qui l'emmène à l'Ordre de la Pureté pour devenir le prochain Azrael. Dans son premier acte en tant qu'Azrael, Michael Lane défend l'armure d'Azrael de Talia al Ghul, l'empêchant de la donner à Damian Wayne. Azrael réussit non seulement à défaire Talia, mais aussi à récupérer l'Épée du Salut qu'elle avait. Il est ensuite attaqué par Nightwing qui le croie responsable de la mort d'un fonctionnaire de police. Cependant, Azrael réussit à le convaincre qu'il n'est pas responsable du meurtre.
Nightwing devient aussi froid que Bruce l'avait été. Mais en dépit des demandes de Tim, il refuse de reprendre le manteau du Batman. Cela conduit un imposteur à prendre la cape. Cependant, cet imposteur utilise la force brute et tue ses victimes. Black Mask II prend le contrôle des détenus d'Arkham à l'aide d'implants qui les tueront s'ils ne lui obéissent pas. Parmi ses recrues se trouvent l'Épouvantail, Jane Doe, Firefly, Poison Ivy, Killer Croc et Victor Zsasz.
Après que Damian soit attaqué par Killer Croc, Nightwing le sauve, mais est à son tour attaqué par le Batman imposteur, Jason Todd. Lorsque Damian tente de faire ses preuves auprès de Dick en attaquant Jason, il est abattu par ce dernier et gravement blessé. Il est sauvé par Alfred. Cela pousse Tim Drake à assumer la cape de Batman et à suivre Jason dans une version démente de la Batcave. Il est alors attaqué et grièvement blessé par Jason qui attend l'arrivée de Nightwing.
Damian est ensuite envoyé par Alfred pour retrouver et sauver Tim. Cependant pour s'assurer que sa blessure ne s'aggrave pas, il envoie l'Écuyer avec lui. Les deux sauvent Tim ensemble. Pendant ce temps, Dick entre dans un combat contre Jason qui les conduit à se battre sur le toit d'un train en marche. Dick parvient à vaincre Jason, mais ce dernier tombe dans la Gotham River, en disant à Dick qu'ils se reverront assez vite. Dick retourne à la Batcave et assume le rôle de Batman.

## Séries

### Livres principaux
- Batman: Battle for the Cowl no 1-3
- Battle for the Cowl: Commissioner Gordon (écrit par Royal McGraw, avec les dessins de Tom Mandrake, mai 2009)[9]
- Gotham Gazette: Batman Dead ?  (mai 2009)
- Azrael: Death's Dark Knight  no 1-3 (écrit par Fabian Nicieza, avec les dessins de Frazer Irving, mai - juillet 2009)
- Oracle: The Cure no 1-3 (mai - juillet 2009)
- Battle for the Cowl: Arkham Asylum (juin 2009)
- Battle for the Cowl: The Underground (juin 2009)
- Battle for the Cowl: Man-Bat (juin 2009)
- Battle for the Cowl: The Network (juillet 2009)
- Gotham Gazette: Batman Alive ?  (juillet 2009)
- Secret Six no 9 (juillet 2009)
- Batman no 687 (août 2009) - suite, avec le logo de l'arc narratif Batman: Reborn sur la couverture

### Conséquences
- Detective Comics no 854–863 (écrit par Greg Rucka et dessiné par J. H. Williams III). Il suit les aventures de Batwoman avec Question.
- Batman no 687–713 (écrit par Judd Winick et dessiné par Ed Benes pour le premier numéro, Mark Bagley sur les quatre suivants et Tony Daniel pour les autres)[10]
- Batman and Robin (écrit par Grant Morrison et dessiné par Frank Quitely)[11],[12]. Cette série met l'accent sur un Batman chaleureux et spontané avec un Robin broyant du noir et violent. Le livre contient une histoire globale divisée en plusieurs petites histoires.
- Red Robin (écrit par Chris Yost et dessiné par Ramon La)[13]. L'histoire tourne autour de la quête de Red Robin pour retrouver Bruce Wayne. Le titre suit son parcours tout au long du DCU et est divisé en mini-arcs. Les quatre premiers numéros composent l'arc intitulé « The Grail ».
- Batman: Streets of Gotham (écrit par Paul Dini et dessiné par Dustin Nguyen) mettra l'accent sur la Police de Gotham (GCPD) ainsi que sur la Pègre. Il met en vedette le nouveau Batman.
- Gotham City Sirens (écrit par Paul Dini et dessiné par Guillem March) met l'accent sur les femmes fatales Catwoman, Poison Ivy et Harley Quinn.
- Superman/Batman no 76 présente la réaction de Superman face à la décision de Dick Grayson de reprendre le rôle de Batman. D'abord en colère contre ce qu'il perçoit comme un manque de respect à la mémoire de son ami, un entretien avec Wonder Woman l'aide à réaliser qu'il est tout simplement dévasté par le chagrin à la suite de la perte de celui-ci. Plus tard, il reconnaît Dick en tant que nouveau Batman.

## Publications

### Éditions américaines
La série et ses titres secondaires sont recueillies dans les volumes suivants :
- Battle for the Cowl (160 pages, novembre 2009,  (ISBN 1-4012-2416-4)) - recueille les 3 numéros de l'histoire et les 2 numéros de Gotham Gazette
- Battle for the Cowl Companion (128 pages, novembre 2009,  (ISBN 1-4012-2495-4)) - recueille les 5 one-shots
- Azrael: Death's Dark Knight (144 pages, septembre 2010,  (ISBN 1-4012-2707-4)) - recueille les 3 numéros
- Oracle: The Cure (mars 2010,  (ISBN 1-4012-2603-5)) - recueille les 3 numéros et Birds of Prey no 126-127 (les deux derniers numéros de la première série)

### Éditions françaises
Panini Comics édita la série en 2010 dans les deux premiers numéros de son édition kiosque, Batman Universe.
Le premier numéro contient Batman no 686 : Whatever Happened to the Caped Crusader? 1, Detective Comics no 853 : Whatever Happened to the Caped Crusader? 2 et Battle for the cowl no 1.
Le deuxième numéro contient Battle for the cowl no 2-3 et Batman no 687 : Epilogue de Battle for the cowl.